# اندیس کارندوم هرمک
کارندوم هرمک یک اندیس فلزی است که در حوالی شهر کوه دوپشتی استان سیستان و بلوچستان قرار دارد و مادهٔ معدنی موجود در آن، کارندوم است.سنگ میزبان این اندیس آلوویوم-کنگلومرا است و دیرینگی آن به دوران کواترنر-عهد حاضر می‌رسد. 